# Яков Леванон
Яков Леванон (івр. יעקב לבנון, уродж. Яков Білянський; 1895, Корець — 1965, Єрусалим) — єврейський музикант та композитор.
Його батько Шмуель Білянський був з Новограда-Волинського. Навчався в консерваторії Миколаєва. Учасник Громадянської війни, служив у Червоній Армії, в 1919 році репатриювався до Ерец-Ісраель, де почав викладати і писати музику. Його внесок включає музику для оперет, фільмів (зокрема до першого івритомовного звукового фільма «Це вона —Земля»), партитури, дитячі пісні. Викладав в арабських школах Єрусалима.